# Опистодом

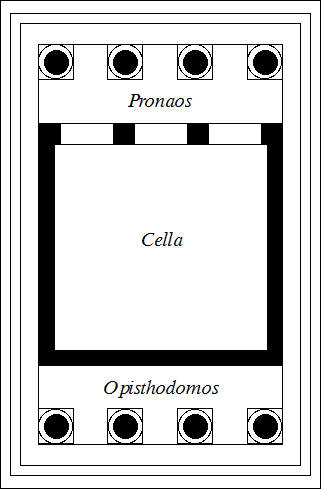
Опистодом: план Храма Ники Аптерос на Афинском Акрополе

Опистодо́м или опистодо́мос (раньше иногда: описфодо́м, вариант произношения от др.-греч. ὀπισθόδομος) — задняя (внутренняя) часть античного древнегреческого храма или здания, отделённая от наоса стеной и имеющая отдельный выход — как правило, на западном фасаде.

## Краткое описание
Опистодо́м или описфодо́м (дословно: находящийся в задней части дома) происходит от двух греческих слов: ὄπισθεν — «сзади, позади» и δόμος — «дом, здание, жилище».
В полном соответствии с подстрочным переводом слова, опистодом — это закрытое помещение в задней части храма, предназначенное для хранения наибольших культовых ценностей или казны.

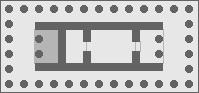
План храма с опистодомом

Цель преследовалась именно такая: ради надёжности и удобства хранения золота и храмовых ценностей в задней части целлы или наоса (позади жертвенника) было выгорожено небольшое и не посещаемое прихожанами помещение, отделённое стеной от публичной части храма. Таким образом, опистодом в храме — являет собой полную противоположность пронаоса.
В применении к христианским храмам опистодом выполняет в точности ту же функцию, что и сакристия. В православных церквях опистодом называется ризницей, на русский лад.
В древнегреческих и римских храмах опистодом (и, соответственно, вход в него) находился с западной стороны храма. Со временем (и в других конфессиях) строгая ориентация на стороны света была постепенно размыта и утеряна.